# Янко Стоянчов
Янко Димитров Стоянчов е български политик от Демократическата партия и Демократическия сговор. Той е министър на обществените сгради, пътищата и благоустройството след Деветоюнския преврат (1923-1926). Той е близък на македонското освободително дело и използва псевдоним Станко.

## Биография
Янко Стоянчов е роден на 30 май (18 май стар стил) 1881 година в Търново. Завършва гимназия през 1900 година и право в Софийския университет „Свети Климент Охридски“ през 1904 година. Като студент се запознава с Александър Протогеров, с когото остава близък до края на живота си. След дипломирането си работи като съдия в Пловдив и Свищов и прокурор и адвокат във Враца.
Привърженик на Демократическата партия, по време на нейното управление от 1908 до 1911 година Стоянчов е назначаван последователно за окръжен управител на Кюстендил, Бургас, Търново, Враца и повторно на Бургас. През 1911 година се кандидатира неуспешно за депутат, след което се установява в София и работи като адвокат. Участва в Балканските войни като запасен подпоручик, а по време на Първата световна война е юрисконсулт на ръководената от Протогеров Дирекция за стопански грижи и обществена предвидливост. През 1918 година, когато Александър Протогеров ръководи потушаването на Владайското въстание, той е негов адютант с чин капитан. Продължава да е близък с ръководителите на ВМРО в лицето на Тодор Александров и Протогеров.
След войната Янко Стоянчов подновява адвокатската си кариера, през 1920 година е избран за член на Управителния съвет на Съюза на българските адвокати. След Деветоюнския преврат през 1923 година става министър на обществените сгради, пътищата и благоустройството в първото и второто правителство на Александър Цанков. Той остава с оглавяваното от Андрей Ляпчев крило на Демократическата партия, което се влива в новосъздадения Демократически сговор. За кратко е управляващ и Министерството на правосъдието (1923-1924).
През 1926 година Янко Стоянчов остава извън новия кабинет на Демократическия сговор, оглавяван от Ляпчев, и става член на Висшия адвокатски съвет. През 1927 година е преизбран за народен представител, но умира в София на 11 юни, преди да встъпи в длъжност като депутат.